# Série 54 SNCB
La série 54, à l'origine type 204 est un type de locomotive diesel de la Société nationale des chemins de fer belges (SNCB) formant avec trois autres séries 52, 53 et 59 également construites au cours des années 1950 la première génération de la SNCB. Elles dérivent de la série 52 dont elles constituent une version plus rapide (140 km/h au lieu de 120 km/h).
Elles forment avec les séries 52 et 53 un ensemble de motrices qualifiées de « gros nez », eu égard à leur silhouette. De conception américaine (brevet General Motors - EMD), elles comptent de nombreuses cousines fabriquées en Suède par Nohab pour les chemins de fer hongrois (MÁV) : série M61, danois (DSB) : séries MX et MY, Norvégiens (NSB) : série Di3. Leur conception est largement dérivée de la classe B des chemins de fer du Victoria (Australie), elles-mêmes inspirées des locomotives américaines EMD type E et F.

## Histoire

### Genèse
Après la Seconde Guerre mondiale, la SNCB a repris l'exploitation ferroviaire avec comme principaux moyens de traction des locomotives à vapeur ayant survécu au conflit, construites durant celui-ci (les types 25 et 26, basées sur les « kriegslok » allemandes) ou acquise au Canada (type 29). Il apparait toutefois rapidement que la traction diesel amènerait une sérieuse économie de moyens, On décida alors d'aller chercher l'inspiration là ou la traction diesel était la plus mature : aux États-Unis, et plus spécifiquement chez General Motors - EMD (Electro-Motive Division).
Après quelques tests, notamment avec la motrice type MRS-1 n°1818 de l'US Army, une commande de 40 motrices fut passée au milieu des années 1950, répartie en deux sous-séries : 
- 22 série 52 (à l'époque, type 202), aptes à la chauffe des voitures voyageurs ;
- 18 série 53 (à l'époque, type 203), dépourvues de chaudière vapeur.

En parallèle, l'offre sera complétée avec des machines plus légères, issues de l'industrie nationale : la série 59 à disposition d'essieux Bo'Bo' et moteur Baldwin. On dérivera plus tard des « gros nez » une version améliorée : la série 55 qui reprenait notamment les bogies et le moteur General Motors, mais dans une caisse différente, et les machines plus courtes des séries 62, 63 et 65.

### Commande
La livraison des quatre dernières motrices de la série 52 fait l'objet d'un avenant : un jeu d'engrenage différent doit permettre à ces motrices, mise en service en 1957, d'atteindre 140 km/h pour assurer les trains Trans-Europ-Express entre Paris et Cologne, en attendant l'électrification notamment de la ligne 125 (Namur - Liège). Elles seront numérotées dans le type 204 (204.001 à 004). Toujours en 1957, afin d'augmenter l'effectif des machines à grande vitesse, les 202.015 à 018 sont converties en 204.005 à 008, menant l'effectif à huit engins.
La SNCB ayant cédé au Luxembourg quatre locomotives type 202 (futures CFL 1601 à 1604) et converti une autre commande de 202 en 203, il n'y a après 1957 plus que 13 locomotives type 202.
Pour l'Exposition universelle de 1958, la SNCB souhaitait exposer une locomotive type 204 mais la mise hors-service d'une de ces locomotives fort utiles aux trains de voyageurs internationaux était hors de question. On « maquillera » donc la 202.011 en 204.009 le temps de l'exposition.
La renumérotation générale du matériel SNCB du 1er janvier 1970 classe les type 204 dans la série 54.

### Évolutions
Simultanément, la SNCB céda 4 motrices de la série 52 aux CFL. En contrepartie, une commande complémentaire de quatre locomotives de la série 54 fut passée, menant l'effectif à 8 engins.
Fin des années 1970, la SNCB accéda aux demandes des conducteurs concernant les inconvénients du poste de conduite de ces machines : forts inconfortables, la structure de leur capot proéminent, et la position des commandes à droite alors que la conduite se fait sur la voie de gauche gênait la visibilité des signaux « à fleur de sol ». Début des années 1980 débute donc le remplacement des cabines rondes par des « cabines flottantes » (dénomination liée à la présence d'une couche d'amortissement en caoutchouc) dans laquelle le conducteur, désormais placé à gauche, domine mieux la voie. Seule la 5404 ne sera pas transformée, pour raison de conservation.
À ce moment, cela fait un certain temps que ces huit motrices n'assurent plus de « trains de prestige ». Leurs bogies seront dès lors adaptés en 1980 afin de les ramener à une vitesse maximale 120 km/h comme leurs consœurs des séries 52 et 53 qu'elles rejoignent dans la traction des lourds trains de marchandises à travers l'Ardenne, sur les lignes 165 et 166 (Athus - Meuse), et les quelques trains de voyageurs qui n'y sont pas assurés par des autorails monocaisse (série 43).

### Fin de carrière
Les 5402, 5405, 5406 et 5408, impliquées dans quatre accidents distincts durant les années 1980 sont retirées du service et démolies. 
En 2002, l'inauguration de l'Athus-Meuse rénové, et surtout électrifié les prive de leurs principales activités, après 45 ans de bons et loyaux services. Elles sont uniquement affectées pour quelque temps encore au dépôt de Stockem, pour les dessertes locales de la papeterie Burgo Ardennes de Harnoncourt ou de l'usine Valvert de Etalle notamment. L'arrivée des série 77 à Stockem sonne le glas des gros nez et provoque leur mise en parc. Les machines qui n'ont pas besoin de gros travaux d'entretien finiront comme « bêtes de somme » sur les chantiers de la LGV 2 ou du RER
En 2009, TUC-Rail utilise les machines en état de marche pour la traction de trains de travaux. On les voit notamment à Braine l'Alleud, base de travaux sur le chantier du RER de la ligne 124.
Elles ont été garées en parc — principalement à Stockem — fin 2009, dans l'espoir d'un éventuel rachat. En 2013, faute d'acheteur et dans la perspective de l'utilisation des voies de garages pour le stockage des séries 11 et 12, la plupart sont mises à la ferraille. Celles qui étaient encore à Schaerbeek suivent en 2016.

## Utilisation
- Ces machines ont participé à la mise en œuvre des relations Trans-Europ-Express entre Paris, Bruxelles et au-delà après la Seconde Guerre mondiale alors que le parcours n'était pas encore intégralement électrifié (en raison de leur vitesse supérieure à celle des séries sœurs).
- Elles ont encore assuré divers services voyageurs de prestige, avant de rejoindre leurs consœurs pour la desserte fret de la relation Athus - Meuse (lignes 165 et 166) et de ses extensions (lignes 155, 163, 167 et le renfort de traction transfrontalier sur la ligne 162).
- Avec la disparition des locomotives diesel sur l'Athus-Meuse, la carrière des exemplaires survivants (5401, 5403 et 5407) se confond avec celles des locomotives série 53 : utilisées sur des trains de travaux jusqu'en 2009.
- La 5404, seule locomotive de la série à avoir conservé ses cabines d'origine, a été préservée par la SNCB. D'abord utilisée de temps à autre en trafic régulier, elle est par la suite cantonnée à des parcours spéciaux (voyages d'amateurs, commémorations, transferts de matériel , etc.).